# シェリダン郡 (モンタナ州)
シェリダン郡（英: Sheridan County）は、アメリカ合衆国モンタナ州の北東隅に位置する郡である。2010年国勢調査での人口は3,384人であり、2000年の4,105人から17.6％減少した。郡庁所在地はプレンティウッド市（人口1,734人）であり、同郡で人口最大の自治体でもある。
シェリダン郡は、1913年にモンタナ州議会がドーソン郡とバレー郡から一部を分離して設立した。郡名は南北戦争で北軍の将軍だったフィリップ・シェリダンに因んで名付けられた。

## 地理
アメリカ合衆国国勢調査局に拠れば、郡域全面積は1,706平方マイル (4,419 km2)であり、このうち陸地は1,677平方マイル (4,342 km2)、水域は30平方マイル (77 km2)で水域率は1.74％である。

### 主要高規格道路
- モンタナ州道16号線
- モンタナ州道5号線

### 隣接する郡
- ダニエルズ郡 - 西
- ルーズベルト郡 - 南
- ウィリアムズ郡 (ノースダコタ州) - 東
- ディバイド郡 (ノースダコタ州) - 東
- カナダ、サスカチュワン州ハッピーバレー10号 - 北
- カナダ、サスカチュワン州サプライズバレー9号 - 北
- カナダ、サスカチュワン州レイクアルマ8号 - 北

### 国立保護地域
- メディシン湖国立野生生物保護区（部分）

## 人口動態
以下は2000年の国勢調査による人口統計データである。
| 基礎データ - 人口: 4,105人 - 世帯数: 1,741 世帯 - 家族数: 1,140 家族 - 人口密度: 0.9人/km2（2.4人/mi2） - 住居数: 2,167軒 - 住居密度: 0.5軒/km2（1.3軒/mi2） 人種別人口構成 - 白人: 97.00% - アフリカン・アメリカン: 0.10% - ネイティブ・アメリカン: 1.22% - アジア人: 0.29% - 太平洋諸島系: 0.02% - その他の人種: 0.19% - 混血: 1.17% - ヒスパニック・ラテン系: 1.07% 先祖による構成 - ノルウェー系：35.5％ - ドイツ系：19.0％ - オランダ系：8.9％ 年齢別人口構成 - 18歳未満: 22.8% - 18-24歳: 4.8% - 25-44歳: 22.2% - 45-64歳: 26.5% - 65歳以上: 23.6% - 年齢の中央値: 45歳 - 性比（女性100人あたり男性の人口） - 総人口: 98.7 - 18歳以上: 96.8 | 世帯と家族（対世帯数） - 18歳未満の子供がいる: 27.0% - 結婚・同居している夫婦: 57.5% - 未婚・離婚・死別女性が世帯主: 4.8% - 非家族世帯: 34.5% - 単身世帯: 32.3% - 65歳以上の老人1人暮らし: 16.6% - 平均構成人数 - 世帯: 2.29人 - 家族: 2.87人 収入と家計 - 収入の中央値 - 世帯: 29,518米ドル - 家族: 35,345米ドル - 性別 - 男性: 23,053米ドル - 女性: 20,112米ドル - 人口1人あたり収入: 16,038米ドル - 貧困線以下 - 対人口: 14.7% - 対家族数: 10.6% - 18歳未満: 16.4% - 65歳以上: 15.8% |

## 都市と町

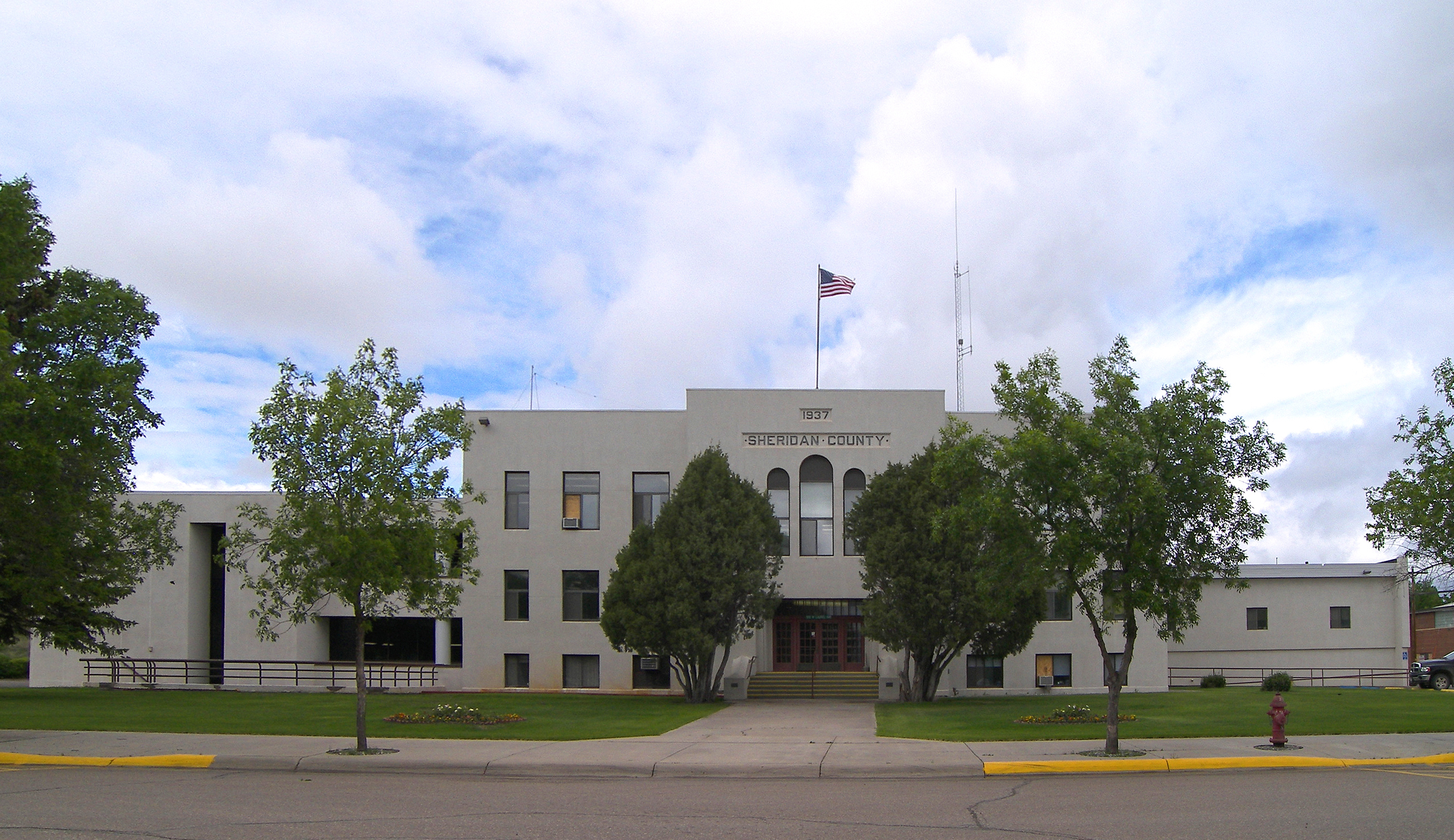
プレンティウッドにあるシェリダン郡庁舎

### 都市
- プレンティウッド - 郡庁所在地

### 町
- メディシンレイク
- アウトルック
- ウェストビー

### 国勢調査指定地域
- アンテロープ
- リザーブ
- ダグマー

### ゴーストタウン
- カマータウン
- ドゥーリー
- コールリッジ